# Букта, Чаба
Чаба Букта (венг. Bukta Csaba; 25 июля 2001, Тёрёксентмиклош, Венгрия) — венгерский футболист, вингер клуба «Райндорф Альтах».

## Клубная карьера
Букта — воспитанник клубов «Тёрёксентмиклош», Дебрецен и австрийского Ред Булл Зальцбург.
8 марта 2019 года в матче против дублёров венской «Аустрии» он дебютировал во Второй австрийской Бундеслиге в составе дублирующего состава последних. В этом же поединке Ксаба забил свой первый гол за «Лиферинг».
В начале 2021 года для получения игровой практики Букта был арендован клубом «Райндорф Альтах». В матче против своего бывшего клуба «Ред Булл Зальцбург» он дебютировал в австрийской Бундеслиге. Летом того же года Букта подписал с командой полноценный контракт.

## Международная карьера
В 2021 году Букта в составе молодёжной сборной Венгрии принял участие в молодёжном чемпионате Европы в Венгрии и Словении. На турнире он сыграл в матчах против команд Румынии и Нидерландов.